# Paracoquimbita
La paracoquimbita és un mineral de la classe dels sulfats, que pertany al grup de la coquimbita. Rep el nom per la seva relació amb la coquimbita.

## Característiques
La paracoquimbita és un sulfat de fórmula química Fe₄(SO₄)₆·(H₂O)₁₂·6H₂O, fórmula que va ser redefinida el 2019. Cristal·litza en el sistema trigonal. La seva duresa a l'escala de Mohs és 2,5. Pel que sembla només conté traces d'alumini, a diferència de la coquimbita. És una espècie dimorfa de la coquimbita.
Segons la classificació de Nickel-Strunz, la paracoquimbita pertany a «07.CB: Sulfats (selenats, etc.) sense anions addicionals, amb H₂O, amb cations de mida mitjana» juntament amb els següents minerals: dwornikita, gunningita, kieserita, poitevinita, szmikita, szomolnokita, cobaltkieserita, sanderita, bonattita, aplowita, boyleïta, ilesita, rozenita, starkeyita, drobecita, cranswickita, calcantita, jôkokuïta, pentahidrita, sideròtil, bianchita, chvaleticeïta, ferrohexahidrita, hexahidrita, moorhouseïta, niquelhexahidrita, retgersita, bieberita, boothita, mal·lardita, melanterita, zincmelanterita, alpersita, epsomita, goslarita, morenosita, alunògen, metaalunògen, aluminocoquimbita, coquimbita, romboclasa, kornelita, quenstedtita, lausenita, lishizhenita, römerita, ransomita, apjohnita, bilinita, dietrichita, halotriquita, pickeringita, redingtonita, wupatkiïta i meridianiïta.

## Formació i jaciments
Aquesta espècie va ser descrita a partir de material trobat a tres indrets diferents de Xile, dos d'ells a Calama, a la regió d'Antofagasta (la mina Alcaparrosa i la mina Queténa) i l'altre a Tierra Amarilla, a la província de Copiapó, a la regió d'Atacama. També ha estat descrita a Amèrica del Nord, a Europa i a l'Àfrica.